# Knut Månsson
Knut Månsson, född 19 mars 1624 i Blackstads församling, Småland, död 1689 i Västervik, Kalmar län, var en svensk borgmästare.

## Biografi
Knut Månsson föddes 1624 på Hörstad i Blackstads församling. Han var son till länsmannen Måns. Knut Månsson arbetade som kronobefallningsman i Sevede härad och häradsskrivare i Aspelands härad. Han blev 5 november 1655 borgmästare i Vimmerby rådhusrätt och slutade där 1669. År 1670 blev han borgmästare i Västerviks rådhusrätt. Knut Månsson avled 1689 i Västervik och begravdes 12 maj samma år.

### Familj
Knut Månsson gifte sig 1650 med Margareta Eriksdotter Brunwig (död 1689). De fick tillsammans barnen häradshövdingen Carl Lagerblad (1656–1693) och Katarina Knutsdotter (1650–1733) som var gift med löjtnanten Erik Gyllenbreider.